# Kadra Yusuf
Kadra Yusuf (også kendt som Kadra Noor og Kadra Norwegian; født 16. juni 1980 i Somalia) er en norsk-somalisk aktivist, hovedsageligt kendt for sin deltagelse i afsløring af, hvordan imamer i Norge opfordrer kvinder til at lade sig omskære.
Hun leder en forening for somaliske kvinder i Norge. Hun har fået flere priser for sit arbejde, deriblandt Fritt Ordsprisen (no), men er som et resultat deraf blevet tvunget til at leve i skjul.
I april 2007 opfordrede hun til en genfortolkning af Koranen i relation til kvinders rettigheder. Nogle dage senere blev hun overfaldt af en gruppe somaliske immigranter. Fem personer, tre mænd og to kvinder, blev tiltalt for vold, men kun en 24-årig mand blev dømt. 